# Посольство России в Таиланде
Посольство Российской Федерации в Королевстве Таиланд — официальное дипломатическое представительство Российской Федерации в Королевстве Таиланд. Первая миссия России в Сиаме была открыта 14 мая 1898 года. После Октябрьской революции 1917 года советское правительство отказалось от царских договоров и прекратило дипломатические отношения с Сиамом. Они были возобновлены в 1941 году, и в 1947 году состоялся обмен дипломатическими миссиями. После распада СССР посольство продолжило представлять в Таиланде Российскую Федерацию.
С 2 ноября 2018 года Чрезвычайным и Полномочным Послом Российской Федерации в Королевстве Таиланд является Томихин Евгений Юрьевич.

## История дипотношений

### Российская империя

Николай II и король Сиама Чулалонгкорн. 1897 год.

В 1890—1891 годах царевич Николай Александрович, будущий царь Николай II, на фрегате «Память Азова» совершил путешествие на восток. Весной 1891 года при переходе через Индийский и Тихий океаны на Дальний Восток была сделана остановка в Сингапуре. Там царевич получил приглашение от короля Сиама Чулалонгкорна (Рама V) посетить его страну. Король Сиама организовал Николаю такую пышную встречу, что в Таиланде до сих пор говорят: «Работа — как цесаревича принять». Через пять лет, летом 1897 года, король Сиама был официальным гостем Николая II. Среди многочисленных подарков от русского царя был золотой портсигар с надписью «От друга». В завершении переговоров Николай II произнёс: «Независимость Сиама никогда не будет ни утеряна, ни нарушена».
Дипломатические отношения между странами были установлены осенью 1897 года. Первым генеральным консулом России в Сиаме в декабре 1897 года был назначен А. Э. Оларовский. 14 мая 1898 была открыта миссия России в Сиаме.

### СССР
После Октябрьской революции, 20 ноября (3 декабря) 1917 года, советское правительство разорвало заключённые Российской империей договора со странами Востока как неравноправные и навязанные предыдущим режимом. В том числе прекратил действие договор об отношениях с Сиамом. Отношения не были возобновлены вплоть до 1941 года. В декабре 1947 года была достигнута договорённость об обмене посланниками и в 1948 году СССР открыл миссию в Таиланде, первым советскм посланником был назначен 35-летний дипломат С. С. Немчина.
С 1 июня 1956 года Миссия СССР в Бангкоке была преобразована в посольство.

### Российская Федерация
После распада СССР 28 декабря 1991 таиландское правительство признало Российскую Федерацию в качестве суверенного государства. Первым послом России в Таиланде стал О. В. Босторин.

## Здания

### Старое посольство
В 1947 году Советский Союз для организации дипломатической миссии получил в аренду особняк Саторн. Этот комплекс зданий был построен в 1888 году для сына богатого китайского бизнесмена и чиновника, осуществлявшего застройку в районе канала Саторн. После банкротства бизнесмена зданием владело Бюро королевской собственности, затем в 1920-е годы в нём располагался отель. Миссия и посольство СССР, а затем России, занимали здание до 1999 года, когда дипломаты переехали на новое место.

### Новое посольство
С 1999 года посольство располагается в районе Банграк на Сап-роуд.